# 埃德温·范德萨
埃德溫·范德薩（荷蘭語：Edwin van der Sar，發音：[ˈɛtʋɪɱ vɑn dər ˈsɑr] ⓘ；1970年10月29日—），前荷蘭足球運動員，司職守門員，曾效力阿積士、祖雲達斯、富咸及曼聯等球會，曾在2008年獲得欧洲冠军联赛的冠軍。范德薩亦是歷來代表荷兰国家足球队次數最多的球員。現在為荷蘭班霸球會阿積士的管理層。

## 球會生涯
雲達沙開始他的職業生涯是在阿贾克斯，是阿賈克斯青訓系統培養出的最為出名的球員之一，也為阿積士及其生涯射入唯一一球12碼。除了大量的聯賽榮譽外，1995年他出賽為俱乐部贏取了歐洲冠軍杯，隔年再次殺進决赛，於互射点球中落敗，失去了蝉联欧洲球會最高荣誉的机会。
1999年轉會到了祖雲達斯，有66次上場。而2001年因為帕爾馬的國門布馮來投，他轉會至富咸，據報轉會費高達770萬英鎊。

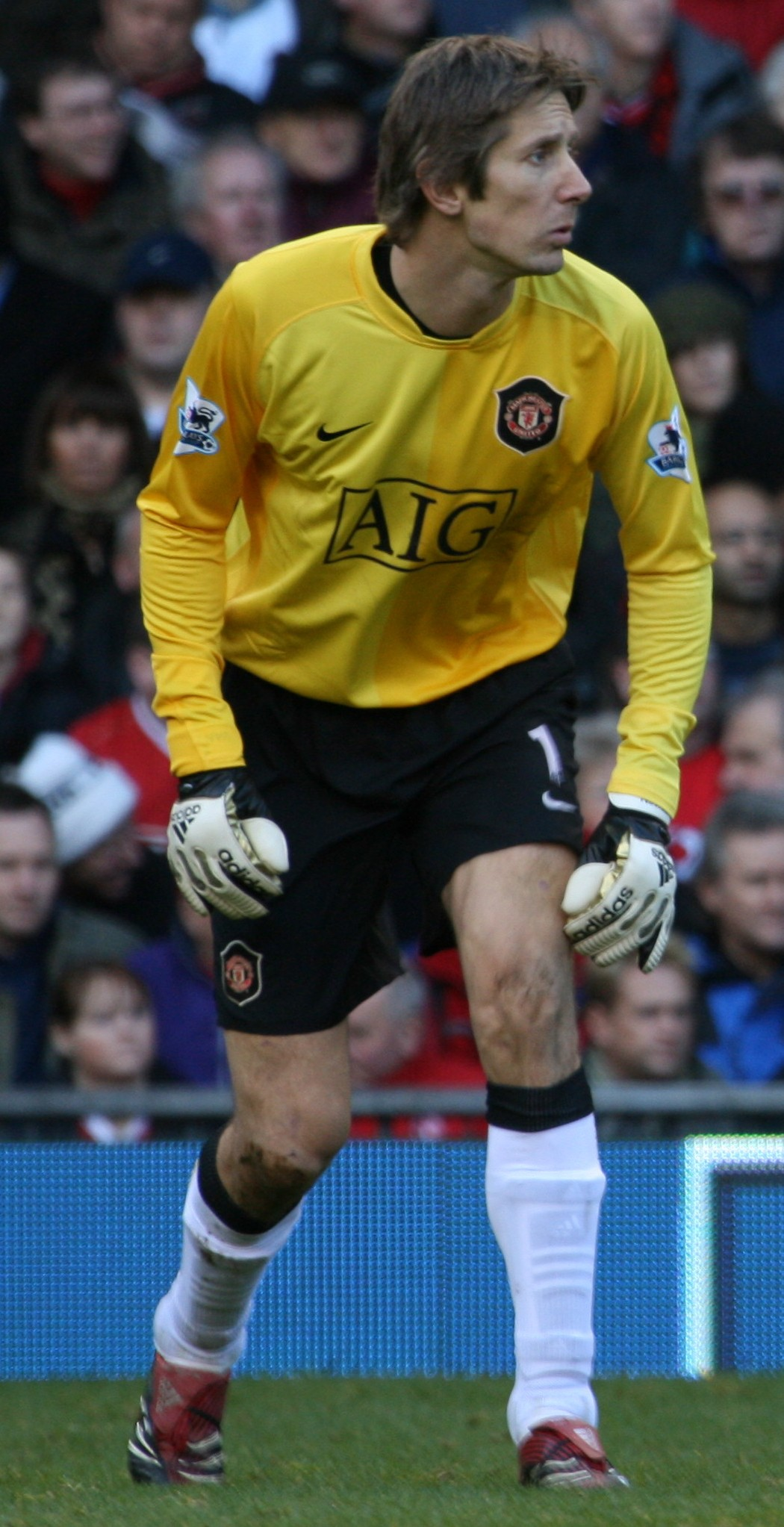
披上曼聯戰衣的范德萨

2005年5月，他轉會至英超強隊曼聯，並沒有透露轉會費，據報為200萬英鎊。2006/07年球季，他協助球隊重奪失落了三年的英超冠軍。在決定冠軍歸屬的比賽中，他用腳擋出了曼城隊華素爾的点球，幫助球隊1-0獲勝，提前兩輪奪冠。
2007/08年賽季初的社區盾賽事中，曼聯與車路士以1-1打成平手；進入互射十二碼階段後，他連續撲出了車路士三名球員的十二碼，最後球隊以3-0勝出。到了2008年5月，曼联又在欧洲冠军联赛决赛中与切尔西打成了1-1平手，再次互射点球，范德萨在最后时刻扑出了的点球，帮助球队夺得冠军。取胜后的范德萨兴奋地说他完成了12年等待的梦想，他也成为了为数不多的代表不同球队获得欧洲冠军的球员之一，和唯一在欧冠决赛互射点球中获胜和失利过的门将。
2008年12月12日雲達沙與曼聯延長一年合約。2009年1月27日5-0大勝西布朗後，曼聯在聯賽連續11仗不失球，而雲達沙亦打破施治所保持1,025分鐘零失球的紀錄。
雲達沙代表曼联的最后一场比赛是在5月28日对阵巴塞罗那的2011年欧洲冠军联赛决赛，曼联以1-3输掉了比赛。

## 國家隊生涯
范德萨登场的第一次国际比赛是1995年七月，对手是白俄罗斯。他代表荷兰国家足球队出賽超過120场，作为守门员他在96年歐洲國家盃、98年世界杯和2000年歐洲國家盃三項大赛中成功地扑出了三个点球 。
在2004年歐洲國家盃，與瑞典队的四分之一决赛中的最后互射十二碼階段，雲達沙曾經救出了梅爾貝里的点球，给阿扬·罗本的决定性最后一球创造了机会，并最终取胜。
在2006年世界杯小组赛对阵科特迪瓦之前，范德萨已经连续九场比赛未失一球。作为荷兰队队长，他在當屆世界杯第二轮对阵葡萄牙的比赛中打破了法蘭迪保亞的国家队出場纪录。
2008年歐洲國家杯八強以1-3負於俄羅斯隊後，38岁的范德萨宣佈退出國家隊。但在对阵冰岛和挪威的两场世界杯预选赛前，橙衣军团闹门荒，主教练貝特·范馬爾維克竟然找不到可以信任的守门员，只能邀请這位红魔门神出山应急。已退出国家队的范德萨再次披上国家队战袍，180分钟内保持城门不失，帮助橙衣军团以三战全胜战绩坐稳了第九小组头把交椅。

## 榮譽
阿積士
- 荷蘭甲組足球聯賽冠軍：1994年、1995年、1996年、1998年
- 荷蘭盃冠軍：1993年、1998年、1999年
- 告魯夫盾冠軍：1993年、1994年、1995年
- 歐洲聯賽冠軍盃冠軍：1995年
- 欧洲联盟杯冠軍：1992年
- 欧洲超级杯冠軍：1995年
- 洲際盃冠軍：1995年

 祖雲達斯
- 欧洲足联国际托托杯冠軍：1999年

 富咸
- 欧洲足联国际托托杯冠軍：2002年

 曼聯
- 英格兰足球超级联赛冠軍：2007年、2008年、2009年、2011年
- 歐洲聯賽冠軍盃冠軍：2008年
- 英格蘭聯賽盃冠軍：2006年、2008年
- 英格蘭社區盾冠軍：2007年、2008年
- 國際足協世界冠軍球會盃冠軍：2008年

### 個人
- 歐洲全年最佳門將（Best European Goalkeeper）：1995年、2009年
- 荷蘭最佳守門員（Dutch Football Goalkeeper of the Year）：1994年、1995年、1996年、1997年
- 荷蘭足球先生：1998年
- PFA年度最佳陣容：2007年、2009年、2011年
- 2008年歐洲國家盃UEFA 最佳陣容
- 英超金手套獎：2009年

## 外部連結
- Edwin van der Sar – FIFA國際賽競賽紀錄 (存檔)
- 曼聯官網：埃德文·范德萨簡歷 （页面存档备份，存于）
- 足球数据库：埃德文·范德萨的球员统计数据